# Zuppa di noodle con manzo
La zuppa di noodle con manzo è un piatto a base di spaghetti cinesi, manzo e verdure, di cui esistono più versioni, diffuso nell'Asia orientale e nel sud-est asiatico.

## Varianti
- Una delle ricette più conosciute della zuppa in Cina si prepara usando degli spaghetti lamian e carne halal (清燉牛肉麵S).[1] La sua invenzione è attribuita a un uomo Hui che prendeva il nome di Ma Baozi.[2]
- La zuppa di noodle con manzo taiwanese viene stufata nel brodo per un lungo periodo e può contenere, tra gli ingredienti opzionali, l'ossobuco, il tofu essiccato, alghe, l'intestino del maiale, cipolle, suan cai (un contorno simile ai crauti) e altre verdure a piacere.[3][4]
- In Vietnam la zuppa è conosciuta come bò kho.